# Жуау Жилберту
Жуа̀у Жилбѐрту Пра̀ду Перѐйра ди Оливѐйра (на португалски: João Gilberto do Prado Pereira de Oliveira) е бразилски певец и китарист, носител на наградата Грами.
Смятан е за създателя на стила боса нова, поради което е известен като Бащата на боса нова. Неговото творчество поставя началото на нов музикален жанр през последните години на 1950-те.
Съпруг е на Аструд Жилберту и баща на Бебел Жилберту, които са известни боса нова певици.

## Дискография
- „Chega de Saudade“ (1959)
- „O Amor, o Sorriso e a Flor“ (1960)
- „João Gilberto“ (1961)
- „Getz/Gilberto“ (1964)
- „GetzGilberto #2“ (1965)
- „João Gilberto en México / Ela é Carioca“ (1970)
- „João Gilberto“ (1073)
- „The Best of Two Worlds“ (1976)
- „Amoroso“ (1977)
- „João Gilberto Prado Pereira de Oliveira – ao vivo“ (1980)
- „Brasil“ (1981)
- „Live at the 19th Montreux Jazz Festival – ao vivo“ (1986)
- „João“ (1991)
- „Eu Sei que Vou Te Amar – ao vivo“ (1994)
- „Live at Umbria Jazz“ (1996)
- „Joã Voz e Violão“ (2000)
- „In Tokyo – ao vivo“ (2004)